# Wahlfeld in Kamion

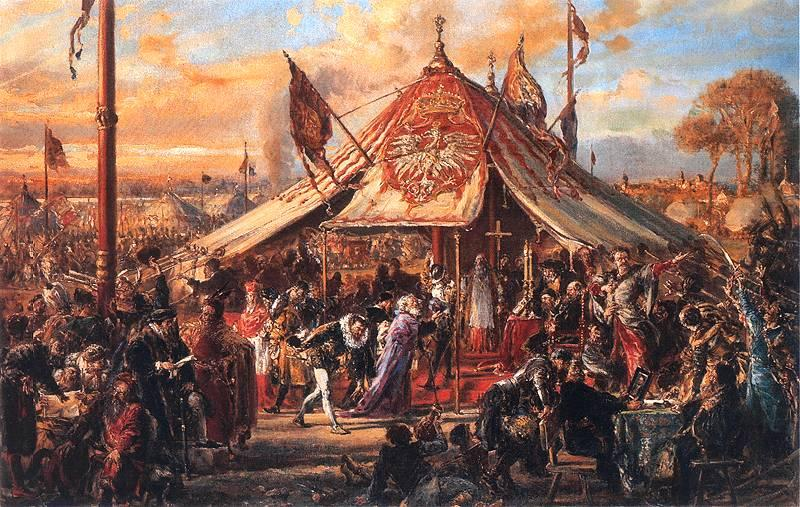
1889 entstandenes Gemälde von Jan Matejko zur Königswahl des Jahres 1573: „Die Republik auf dem Zenit ihrer Macht - die goldene Freiheit.“ (poln.: „Potęga Rzeczypospolitej u zenitu. Złota wolność. Elekcja R.P. 1573“)

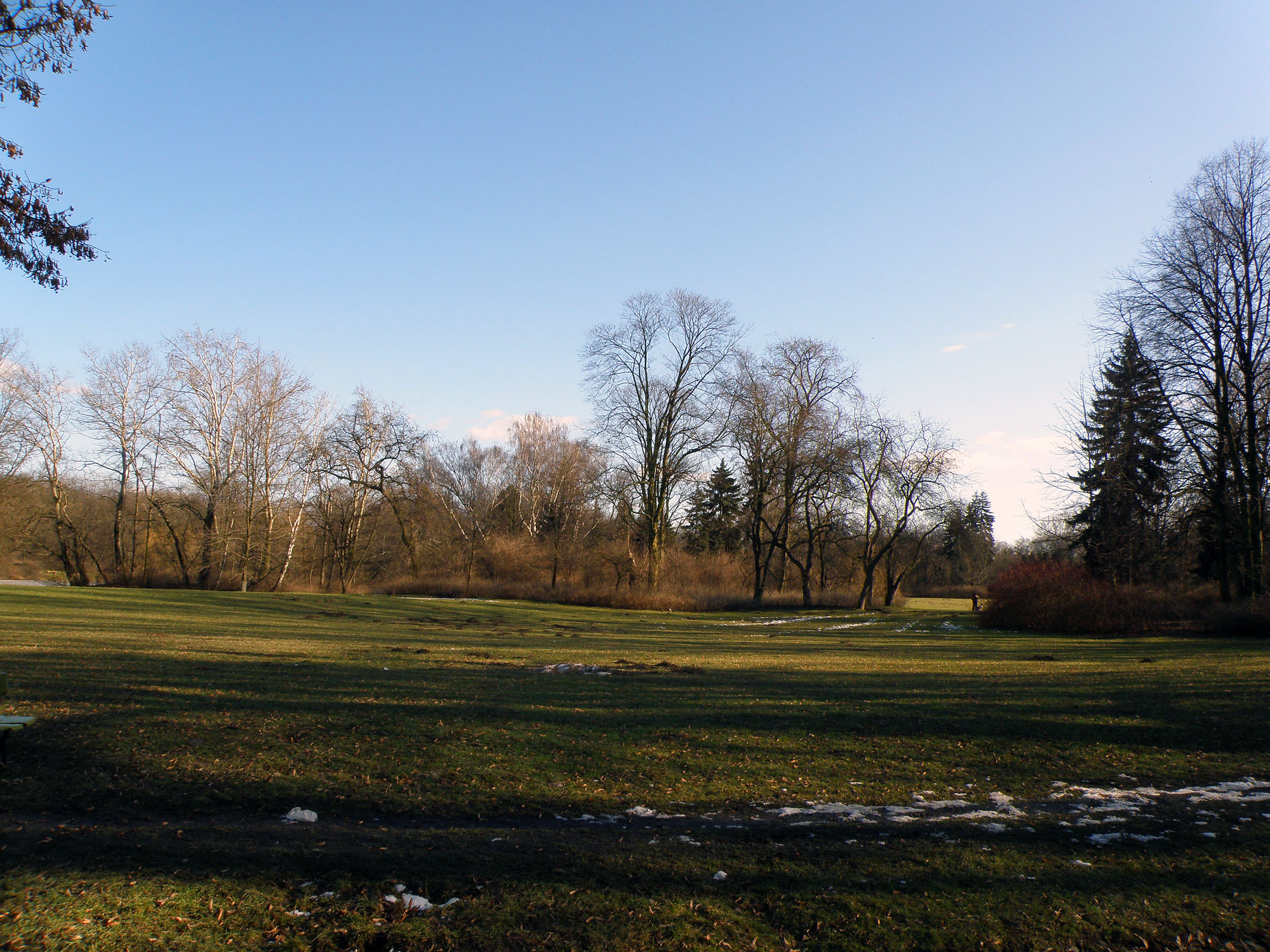
Der Skaryszew-Park, der sich heute etwa an Stelle des alten Wahlplatzes befindet

Auf dem historischen, heute nicht mehr existierenden Wahlfeld in Kamion fanden zwei polnische Freie Königswahlen statt. Das Feld befand sich auf dem rechten Weichselufer im heutigen Warschauer Stadtteil Praga-Południe.

## Geschichte
Erstmals 1573 wurde ein polnischer König vom Adel gewählt. Da es in Warschau keine Möglichkeit gab, eine Versammlung mit einer solch großen Anzahl an Wahlteilnehmern zu veranstalten, wurden die Felder der ostwärts (am rechten Flussufer) gelegenen Ortschaft Kamion als Wahlplatz bestimmt. Bereits seit dem 11. oder 12. Jahrhundert existierte diese Siedlung am Weichselufer in der Nähe der Furt von Solec nach Saska Kępa.
Im Jahr 1573 standen mehrere Kandidaten zur Wahl, darunter zwei favorisierte: der Habsburger Erzherzog Ernst von Österreich und der französische Prinz Heinrich von Valois. Der Franzose gewann die Wahl, übte sein Amt aber nur ein Jahr lang aus. Nach seiner Absetzung wurde im Jahr 1576 der Ungar Stefan Bathory zum polnischen König gewählt. Diese Wahl fand bereits auf dem zukünftig bedeutenderen Wahlfeld in Wielki Wola statt. Erst 1733 kam es zu einer weiteren (und letztmaligen) Verwendung des Wahlfeldes in Kamion, als der sächsische Kurfürst Friedrich August II. (in Polen als August III. bekannt) gegen den Kandidaten Schwedens und Frankreichs, Stanisław Leszczyński, die Wahl für sich entscheiden konnte.
Im Jahr 1780 kaufte König Stanisław August Poniatowski die Ländereien der dort bestehenden Kirche und Gemeinde Kamion von dem Bischofskapitel in Płock, um es im Folgejahr an seinen Neffen Stanisław zu übergeben, der später auch die Jurydyka (mit 59 Eigentumen) übernahm.
Das ehemalige Kamion ist heute ein unter der Bezeichnung Siedlung Kamionek mit Wohnbebauung versehener Teil des Warschauer Stadtbezirks Praga-Południe, der zu Praga gehört. Etwa an der Stelle des früheren Wahlplatzes befindet sich heute der Skaryszew-Park mit dem Kamion-See (poln. Jezioro Kamionkowskie) und der Ostbahnhof (poln. Stacja Wschodnia).